# Vendargues
Vendargues är en kommun i departementet Hérault i regionen Occitanien i södra Frankrike. Kommunen ligger i kantonen Castries som tillhör arrondissementet Montpellier. År 2022 hade Vendargues 7 157 invånare.

## Befolkningsutveckling
Antalet invånare i kommunen Vendargues
Referens:INSEE